# Tonite
«Tonite» —en español: «Esta noche»— es una canción interpretada por la banda canadiense de rock April Wine y aparece originalmente en el álbum de estudio Harder... Faster, publicado en 1979 por Aquarius Records y Capitol Records en Canadá y Estados Unidos respectivamente.   Fue escrita por el vocalista y músico Myles Goodwyn.

## Lanzamiento y recepción
Este tema fue publicado como sencillo en 1979 por Aquarius Records y Capitol Records, siendo el tercero y último del disco Harder... Faster.  La melodía «Ladies Man» —«Promiscuo» o «Mujeriego» en castellano— fue seleccionada como canción secundaria de este vinilo.
A pesar del éxito de los dos sencillos anteriores, «Tonite» no entró en las listas de popularidad en ningún país.
Eduardo Rivadavia de Allmusic describió a «Tonite» como una canción de ‹doble personalidad›, la cual según Rivadavia, «alterna entre una balada tranquila y algunos fuertes riffs».

## Lista de canciones

### Cara A
| side one |          |               |          |  |
| N.º      | Título   | Escritor(es)  | Duración |  |
| 1.       | «Tonite» | Myles Goodwyn | 3:49     |  |

### Cara B
| side one             |              |               |          |  |
| N.º                  | Título       | Escritor(es)  | Duración |  |
| 2.                   | «Ladies Man» | Myles Goodwyn | 3:32     |  |
| Duración total: 7:21 |              |               |          |  |

## Créditos
- Myles Goodwyn — voz principal, guitarra y coros
- Brian Greenway — guitarra y coros
- Gary Moffet — guitarra y coros
- Steve Lang — bajo y coros
- Jerry Mercer — batería y percusiones